# 요크타운 (버지니아주)
요크타운(Yorktown)은 미국 버지니아주 요크 카운티의 센서스 지정 지역의 지명이다. 2010년 센서스로 집계한 인구는 195명이었다. 요크타운은 1634년 버지니아 식민지에 건축된 8개의 군의 하나인 요크 카운티의 카운티 좌석이다. 요크타운은 미국 독립 전쟁이 발발한 1781년, 영국군 콘월리스 장군이 대륙군 워싱턴 장군에게 항복한 장소로 가장 잘 알려져 있다. 독립 전쟁은 그 후에도 계속되었지만, 요크타운에서 영국군의 패배가 사실상 종전의 획을 긋는 사건이 되었다. 요크타운은 남북 전쟁에서도 중요한 역할을 했다. 북군과 남군, 어느 쪽이 요크타운을 점령하고 있는 지에 따라 서로가 확보한 지역에 보급 물자를 하역하는 주요 항구가 되었다.
오늘 날의 요크타운은 제임스타운과 윌리엄스버그가 만드는 역사 삼각형(Historic Triangle)으로 알려진 중요한 국가 자산의 일부이며, 식민지 도로(Colonial Parkway)의 동쪽 끝이기도 하다. 요크타운은 또한 어드벤처 사이클링 어소시에이션(Adventure Cycling Association)이 만든 자전거 여행 코스인 미국 횡단 트레일(TransAmerica Trail)의 동쪽 끝이기도 하다.

## 역사
요크타운이 있는 곳은 버지니아의 강을 지배하고 체사피크 만에 나가는 전략으로 중요한 요충지였다. 요크타운은 1691년에 유럽에 담배를 실어 나르는 항구로 건설되었으며, 북부 잉글랜드의 도시 요크를 따서 명명되었다.
요크타운은 미국 독립 전쟁의 마지막 전투가 된 1781년의 요크타운 전투에서 콘월리스 장군이 방어하던 기지였다. 현재는 건물 9채가 남아 있어 포위를 하던 대륙군과 프랑스군이 팠던 참호의 흔적도 남아 있다. 전사를 한 프랑스군 군인을 기리기 위한 기념비도 세워져 있다.
요크타운은 1862년의 반도 방면 전략으로 조지 매클레란 장군이 지휘하던 북군의 포토맥 부대의 기지가 되기도 했다.

## 지리

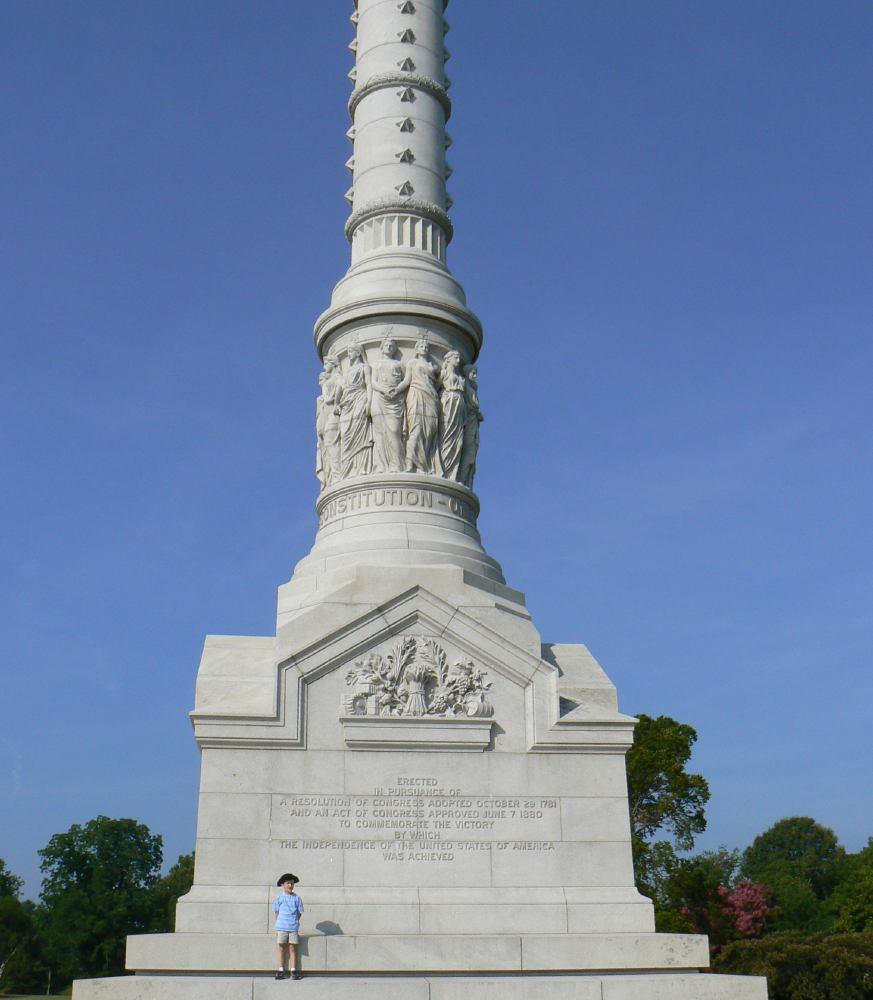
미국독립전쟁 전승기념탑, 1884년 건립

요크타운은 북위 37도 14분 04초, 서경 76도 30분 35초에 위치한다. 요크 타운은 버지니아 남동부 요크 강을 따라 위치해 있고, 몇 가지 특징이 있다. 요크 타운의 마을 즉 역사적 요크 타운은 요크 강에 가설된 조지 P. 콜맨 기념 다리 근처를 통해서 구로스타 포인트에 이른다. 역사적 요크 타운은 요크 강 기슭에 따른 모래톱이며, 지금은 몇 개의 작은 레스토랑, 공원, 호텔, 부두가 위치해 있다. 2005년 5월 시점에서 작은 상점과 레스토랑이 들어가는 건물 계획이 있다. 또한 절벽에 메인 스트리트가 있고, 역사적인 건물이 남아 있다. 원래의 카운티 사무소와 몇 개의 작은 상점, 넬슨 하우스 및 전쟁 기념관이 시내 주위를 따라 늘어서 있다.
건축학적으로 주목받을 수 있는 것은 원래 카운티 사무소 근처에 있는 그레이스 에피스코스팔 교회이다. 2005년 5월에 개점한 상점이나 음식점이 강변 산책로 이어진다. 도시의 외부 식민지 국립 역사 공원에는 배틀 필드와 요크 타운 국립 묘지가 있다.
고속도로 17호선, 즉 조지 워싱턴 기념 고속도로가 요크 타운에 이르기 주요 도로이며, 콜맨 다리에서 도로와 교차한다. 요크 카운티는 급속한 발전을 이루고 있다. 15년 전 작은 도로가 숲 사이를 놓여 많은 교외형 상점이 늘어선 교통량이 많은 지역이 되었다. 요크 카운티 주택의 대부분은 17호선의 지선을 따라 늘어 서 있다. 요크 카운티의 최근 발전은 요크 타운 근처가 아닌 17호선 근처에서 일어났다. 이 점에서 요크 타운은 국립 공원 국지도로, 윌리엄스 버그와 유사한 역사적 개척 마을 답게 되고 있다.
노퍽 해군 기지와 가까이 위치하며, 또한 뉴포트 뉴스 조선소가 있다. 현재 요크 카운티에는 요크 타운 해군 무기고와 요크 타운 해안 경비대 훈련소, 2개의 군사시설이 존재한다.